# Uwe Bolten
Uwe Bolten (* 20. Juli 1959 in Mönchengladbach) ist ein ehemaliger deutscher Radrennfahrer der im Straßenradsport aktiv war. 

## Sportliche Laufbahn
Bei UCI-Straßen-Weltmeisterschaften der Junioren 1977 kam Bolten beim Sieg von Ronny Van Holen auf den 6. Platz. Als Amateur gewann er 1978 das Eintagesrennen Rund um Düren vor Johannes Potrykus. In der Rheinland-Pfalz-Rundfahrt holte er einen Etappensieg. 1979 wurde er in der Rheinland-Pfalz Rundfahrt hinter Jostein Wilmann Zweiter.
Danach wurde Bolten zum Saisonende 1979 Berufsfahrer im Radsportteam Ijsboerke-Warncke und wurde bei seinem ersten Profirennen, dem Klassiker Paris–Tours 18. 1982 wurde Bolten in der nationalen Meisterschaft im Straßenrennen hinter Hans Neumayer Zweiter, 1984 hinter Reimund Dietzen Vize-Meister. 1983 wurde er Dritter. Im Giro d’Italia war Bolten einmal am Start. 1982 wurde er 86. der Gesamtwertung. In der Vuelta a España 1989 schied er aus. In der Tour de Suisse 1981 kam er auf den 43. Rang, 1982 schied er aus, 1984 wurde er 59. des Endklassements.
Im Rennen der UCI-Straßen-Weltmeisterschaften 1981 wurde er 45., 1982 44. 1984 und 1985 schied er aus. Bei den Amateuren wurde er 1978 39.
Im Bahnradsport siegte Bolten mit Danny Clark als Partner 1989 im Sechstagerennen in Stuttgart.